# Silene patagonica
Silene patagonica là loài thực vật có hoa thuộc họ Cẩm chướng. Loài này được (Speg.) Bocquet miêu tả khoa học đầu tiên năm 1967.